# Leptotarsus atridorsum
Leptotarsus atridorsum là một loài ruồi trong họ Ruồi hạc (Tipulidae). Chúng phân bố ở miền Australasia.